# Équipe du Togo masculine de handball
L'équipe du Togo de handball masculin est la sélection nationale représentant le Togo dans les compétitions internationales de handball masculin.

## Palmarès
L'équipe nationale n'a jamais participé à ce jour à un Championnat du monde. Elle a participé par contre à diverses éditions du Championnat d'Afrique des nations :
- 4e place en 1974
- 4e place en 1976
- 6e place en 1979
- non qualifié entre 1981 et 1992
- 7e place en 1994
- 10e place en 1996
- non qualifié entre 1998 et 2014